# Supergrup de la nolanita
El supergrup de la nolanita és un grup de minerals òxids dividit en tres grups: el grup de la kamiokita, el grup de la nolanita i el grup de la rinmanita. Aquesta subdivisió en tres grups no només es fa d'acord amb la càrrega més gran dels cations octaèdrics que defineixen l'espècie (és a dir, cations als llocs M1 i M2), sinó també tenint en compte les espècies X dominants (X= O o OH). Tot i que va ser revisat posteriorment, aquest supergrup va ser establert en el mes d'agost de 2024, i publicat al març de 2025.

## Grup de la kamiokita
El grup de la kamiokita està integrat per tres espècies: la iseïta, la kamiokita i la majindeïta. Totes tres espècies cristal·litzen en el sistema hexagonal. Una d'aquestes tres espècies, la majindeïta, tan sols ha estat trobada a la terra en un meteorit.
| Espècie    | Fórmula  |
| ---------- | -------- |
| Iseïta     | Mn₂Mo₃O₈ |
| Kamiokita  | Fe₂Mo₃O₈ |
| Majindeïta | Mg₂Mo₃O  |

## Grup de la nolanita
El grup de la nolanita està format per tres espècies: l'akdalaïta, la ferrihidrita i la nolanita, l'espècie que dona nom tant al grup com al supergrup. Tant l'akdalaïta com la nolanita cristal·litzen en el sistema hexagonal, mentres que la ferrihidrita ho fa en el trigonal.
| Espècie      | Fórmula             |
| ------------ | ------------------- |
| Akdalaïta    | Al₁₀O₁₄(OH)₂        |
| Ferrihidrita | Fe³⁺₁₀O₁₄(OH)₂      |
| Nolanita     | V3+ 8Fe3+ 2O14(OH)₂ |

## Grup de la rinmanita
El grup de la rinmanita està format tan sols per dues espècies: la rinmanita i la zincorinmanita-(Zn). Aquesta darrera espècie era coneguda com a rinmanita-(Zn) fins al moment de creació d'aquest supergrup. Totes dues espècies cristal·litzen en el sistema hexagonal.
| Espècie             | Fórmula                  |
| ------------------- | ------------------------ |
| Rinmanita           | Zn₂Sb₂Mg₂Fe₄O₁₄(OH)₂     |
| Zincorinmanita-(Zn) | Zn₂Sb₂(Fe³⁺₄Zn₂)O₁₄(OH)₂ |